# خوزه مندز (بازیکن فوتبال)
خوزه مندز (انگلیسی: José Méndez؛ زادهٔ ۲۸ مارس ۱۹۹۳) بازیکن فوتبال اهل آرژانتین است.